# Allumang
Allumang is een bestuurslaag in het regentschap Alor van de provincie Oost-Nusa Tenggara, Indonesië. Allumang telt 622 inwoners (volkstelling 2010).